# رولف یوبست
رولف یوبست (آلمانی: Rolf Jobst; ۳۱ مارس ۱۹۵۱) قایقران روئینگ اهل آلمان بود.
وی در مسابقات کشوری و بین‌المللی در مجموع برندهٔ ۱ مدال طلا، ۳ مدال نقره شده‌است.